# Les Aventures de la Ligue des justiciers : Piège temporel
Pour plus de détails, voir Fiche technique et Distribution.
Les Aventures de la Ligue des justiciers : Piège temporel (JLA Adventures: Trapped in Time) est un film d'animation américain réalisé par Giancarlo Volpe, sorti directement en vidéo en 2014.

## Synopsis
De nos jours, Lex Luthor et sa Légion du Destin tentent d'utiliser les rayons cryogéniques des satellites orbitaux pour étendre les calottes polaires de la Terre dans l'Océan Arctique, provoquant une chute massive du niveau de la mer et créant de nouvelles îles. Superman et la Ligue de justice affrontent la Légion, divisant leurs forces pour combattre la Légion et détruire les satellites. Dans la bataille spatiale qui a suivi, Robin a délibérément écrasé son vaisseau spatial dans la rangée de satellites. Refusant d'accepter la défaite, le Captain Cold surchargera le satellite restant, qui retombe sur Terre et ensevelit Luthor dans une calotte glaciaire peu avant l'explosion du satellite. La Ligue est triomphante et croit que Luthor est mort.
Dans l'avenir utopique du XXXIe siècle, Dawnstar et Karate Kid, superhéros en formation, visitent un musée consacré aux exploits de la Ligue de Justice. Ils trouvent que Luthor a été en animation suspendue pendant près d'un millénaire après avoir été découvert et fouillé au XXIXe siècle et mis en exposition. Karate Kid libère accidentellement Luthor de la glace. Luthor s'éveille près de 1000 ans dans le futur; il explore le musée, découvre l'identité secrète de Superman et localise un objet ancien appelé le verre d'éternité, qui permet à son utilisateur de manipuler le tissu du temps et de l'espace. Prenant l'arme du capitaine Cold, il gèle Dawnstar et Karate Kid. Il utilise ensuite le verre d'éternité pour libérer Time Trapper afin de l'utiliser comme son serviteur, lui permettant de voyager au point où il a combattu la Ligue pour la dernière fois. Vengeur, Luthor prévoit de revenir et de détruire Superman. Les jeunes héros se dégagent alors de leur prison de glace et suivent Luthor.
Reprenant le contrôle de la Légion, Luthor ordonne à Time Trapper d'envoyer ses forces à temps pour empêcher la famille Kent d'adopter Kal-El à Smallville. Les jeunes héros demandent l'aide de la Ligue des Justiciers pour les arrêter et se rendent à la Salle de Justice à Washington. Après un malentendu, ils expliquent leur histoire et vérifient sa validité grâce au Lasso de Vérité de Wonder Woman. Flash, Aquaman et Cyborg voyagent dans le passé pour empêcher Bizarro, Toyman, Cheetah et Solomon Grundy d'envoyer le bébé Kal-El dans l'espace, pendant que Superman et le reste de la ligue tentent de bloquer la Légion de Luthor dans le présent.
Malgré les efforts de la Ligue de Justice, la Légion envoie le vaisseau de Kal-El loin de la Terre. Sans Superman, il n'y a plus personne dans le passé pour inspirer des individus avec des capacités extraordinaires à devenir des super-héros. Cela provoque un paradoxe temporel, permettant à Time Trapper d'effacer la Ligue des Justiciers dans le présent. Ne voulant pas risquer d'être effacés de l'existence, Dawnstar et Karate Kid se retirent. En l'absence de la Ligue des Justiciers, la Légion pille le monde, en volant des banques et des dépôts d'or et en laissant Washington en ruines. Les jeunes héros se rendent compte qu'ils peuvent induire leur propre paradoxe en s'assurant dans le passé que Lex Luthor n'ait jamais voyagé jusqu'au XXXIe siècle afin qu'il ne puisse pas voler le Verre d'Eternité et revenir par la suite à notre époque. Les jeunes héros découvrent le confinement de Luthor avec la capacité de poursuite de Dawnstar, où Karate Kid brise la glace et libère le soi antérieur de Luthor. Cependant, le Trappeur du Temps est immunisé contre le paradoxe parce qu'il existe en dehors de la chronologie et avec l'homologue de Luthor libéré, Time Trapper est libre de faire ce qu'il veut car Luthor n'est plus son maître.
Time Trapper bannit le futur Luthor de son existence et essaie de refaire le monde actuel à son image. Superman et la Ligue de Justice, qui existent encore à cause de l'absence de ce dernier, affrontent le vilain. Time Trapper est trop puissant pour que la ligue l'anéantisse. Karate Kid découvre que Time Trapper est entièrement composé de matière noire, il se rend compte que seules les puissances lumineuses de Dawnstar peuvent vaincre Time Trapper. Dawnstar charge Time Trapper et la Ligue de le vaincre, retournant le Verre d'Éternité, qui emprisonne Time Trapper une fois de plus. La Ligue des Justiciers remercie les jeunes héros et leur offre l'occasion de rester. Karate Kid et Dawnstar déclinent, déclarant qu'ils doivent revenir à leur époque. Ils utilisent le Verre d'Éternité pour revenir au XXXIe siècle. Superman récupère Luthor et l'envoie à la prison de Blackgate. Gorilla Grodd prend le contrôle de la Légion du Destin. Revenant à leur époque, Karate Kid et Dawnstar découvrent qu'une statue de Luthor a remplacé une statue de Superman. Croyant avoir modifié l'histoire d'une manière imprévue, ils reviennent immédiatement au XXIe siècle pour aider la Ligue de Justice une fois de plus.

## Fiche technique
- Titre original : JLA Adventures: Trapped in Time
- Titre français : Les Aventures de la Ligue des justiciers : Piège temporel
- Réalisation : Giancarlo Volpe
- Scénario : Michael Ryan
- Montage : Bruce A. King
- Musique : Frederik Wiedmann
- Production : Giancarlo Volpe
  - Production associée : Kimberly S. Moreau
  - Production déléguée : Sam Register
- Sociétés de production : Warner Bros. Animation et DC Entertainment
- Société de distribution : Warner Home Video
- Pays d'origine :  États-Unis
- Langue originale : anglais
- Genre : animation
- Durée : 52 minutes
- Dates de sortie :
  - États-Unis : 21 janvier 2014[1]
  - France : 11 juin 2014[2]

## Distribution
| - Laura Bailey : Dawnstar (en) - Dante Basco : Karate Kid (en) - Corey Burton : Trappeur temporel - Corey Burton : Captain Cold - Michael Donovan : Bizarro - Tom Gibis : Toyman - Grey DeLisle : Wonder Woman / Diana Prince - Jason Spisak : Flash / Barry Allen - Liam O'Brien : Aquaman / Arthur Curry - Avery Waddell : Cyborg / Victor Stone - Peter Jessop : Superman / Clark Kent - Diedrich Bader : Batman / Bruce Wayne - Fred Tatasciore : Lex Luthor - Kevin Michael Richardson : Black Manta / David | - Céline Melloul : Dawnstar - Yoann Sover : Karate Kid - Jean-Claude Donda : Trappeur temporel - Michel Vigné : Captain Cold - Thierry Murzeau : Bizarro - Mark Lesser : Toyman - Delphine Braillon : Wonder Woman / Diana Prince - Christophe Lemoine : Flash / Barry Allen - Michel Vigné : Aquaman / Arthur Curry - Daniel Njo Lobé : Cyborg / Victor Stone - Emmanuel Jacomy : Superman / Clark Kent - Adrien Antoine : Batman / Bruce Wayne - Paul Borne : Lex Luthor - Thierry Murzeau : Black Manta / David |

Source : voix originales et françaises sur Latourdesheros.com.

## Distinctions

### Récompenses
- BTVA Awards 2014 : meilleur ensemble de performance vocale dans un television special/direct-to-video ou court métrage[4].
- BTVA Awards 2014 : meilleure performance vocale masculine dans un television special/direct-to-video ou court métrage pour Corey Burton dans le rôle du Trappeur temporel[4].

### Nominations
- BTVA Awards 2014 : meilleure performance vocale masculine dans un television special/direct-to-video ou court métrage pour Fred Tatasciore dans le rôle de Lex Luthor[4].
- BTVA Awards 2014 : meilleure performance vocale féminine dans un television special/direct-to-video ou court métrage pour Grey DeLisle dans le rôle de Wonder Woman[4].